# Mr. Belvedere kann alles besser
Mr. Belvedere kann alles besser ist eine US-amerikanische Filmkomödie aus dem Jahr 1949 von Elliott Nugent mit Clifton Webb und Shirley Temple in den Hauptrollen. Der Film wurde von 20th Century Fox produziert und ist die Fortsetzung des 1948 gedrehten Films Belvedere, das verkannte Genie. 1951 wurde mit Mr. Belvederes zweite Jugend ein weiterer Teil der Reihe veröffentlicht.

## Handlung
Obwohl Lynn Belvedere der gefeierte Autor des Bestsellers Hummingbird Hill ist, ist er wegen mehrerer Verleumdungsklagen, die gegen das Buch angestrengt wurden, fast ein armer Mensch. Er hat einen hohen Geldpreis gewonnen, aber die Stiftung verlangt von dem Gewinner einen Collegeabschluss, den Belvedere nicht hat. Belvedere informiert Dr. Gibbs, den Dekan der Fakultät für Männer der Clemens University, dass er, obwohl er seit seinem sechsten Lebensjahr keine formale Schulbildung mehr genossen hat, beabsichtigt, das vierjährige Studium in einem Jahr zu absolvieren. Der Präsident der Clemens University Dr. Keating verfügt, dass Belvedere vor seiner Zulassung eine Reihe von Aufnahmeprüfungen ablegen muss. 
Nachdem er alle Tests problemlos besteht, wird Belvedere als Student angenommen, unter der Bedingung, dass er der Universität keinen schlechten Ruf verschafft. Er muss sich ein Zimmer im Studentenwohnheim mit Corny Whittaker teilen, einem Kommilitonen im ersten Jahr, und mit Avery Brubaker, einem Studenten im zweiten Jahr, der versucht, ihn herumzukommandieren. Kurz nach Beginn des Unterrichts bittet Ellen Baker Belvedere um ein Interview für die Schülerzeitung, doch er lehnt ab. Da er einen Teilzeitjob braucht, geht Belvedere zum Studentenarbeitsamt, das von Bill Chase geleitet wird, der an Ellen interessiert ist. Belvedere nimmt den einzigen verfügbaren Job an in einem Mädchenwohnheim, in dem Bills Mutter die Hausmutter ist. Als Belvedere beauftragt wird, Avery im Haus zu helfen, überzeugt er seinen Erzfeind, einen Waffenstillstand auszurufen. Bill stellt Ellen seiner Mutter vor, die annimmt, dass die junge Frau aus einer gesellschaftlich angesehenen Familie stammt.
Beim Abendessen tadelt Belvedere mehrere der Mädchen wegen mangelnder Etikette und Pünktlichkeit. Belvedere muss vor dem Rat der Studenten im zweiten Studienjahr erscheinen und erklären, warum er sich während der „Whisker Week“ rasiert hat. Statt der üblichen Strafe, einer Tracht Prügel, wird Belvedere dazu verurteilt, einen falschen Bart zu tragen. Ein Foto des „Prozesses“, das Ellen heimlich gemacht hat, erscheint in der Universitätszeitung zusammen mit einem Artikel, in dem Belvedere zitiert wird, wie er Studentinnen und Sportler kritisiert. Dr. Keating ist besorgt über die Auswirkungen des Artikels auf die Gemeinschaft, und Belvedere wird in das Büro des Dekans zitiert. Belvedere erklärt, dass er die Kommentare nicht zur Veröffentlichung verfasst hat und beabsichtigt, die Universität und Ellen zu verklagen. Als Belvedere Ellen aufsucht, um die Angelegenheit zu besprechen, findet er sie nicht, lernt aber ihren kleinen Sohn Davy kennen. Sobald Ellen zurückkommt, kritisiert Belvedere sie für den Abdruck von Klatsch und verweigert ihr die Zustimmung zu einem ausführlichen Artikel, den sie für das Magazin Look schreiben soll. 
Bei einem Hochschulsportwettbewerb begnügt sich Belvedere damit, auf der Tribüne zu lesen, bis Corny ihm erklärt, dass sie ihre erniedrigenden Erstsemestermützen sofort ablegen können, wenn das Team den Wettbewerb gewinnt. Dies spornt Belvedere an, aktiv zu werden. Er nimmt an der entscheidenden Disziplin, dem Stabhochsprung, teil. Sein Siegersprung ist nur zehn Zentimeter niedriger als der Rekord, den er 1922 aufgestellt hatte. Inzwischen hat Bill es geschafft, sich von Ellen in ihre Wohnung einladen zu lassen, wo er Davy kennenlernt. Nachdem sie erklärt, dass ihr Mann im Krieg getötet wurde, verlässt Bill betroffen die Wohnung.
Ein paar Wochen vergehen, Belvedere ist kurz davor, in die elfte Klasse zu kommen, als Bill zu Ellen zurückkehrt und erklärt, dass er etwas Zeit gebraucht hat, um sich an die Tatsache zu gewöhnen, dass sie Witwe ist. Mrs. Chase ruft an, um Ellen als potenzielles Mitglied einer Studentenverbindung zum Abendessen einzuladen. Sie erfährt von Avery, dass Ellen ein Kind hat. Obwohl Belvedere einwirft, dass Ellen Witwe ist, ist Mrs. Chase überhaupt nicht erfreut, als sie erfährt, dass Bill und Ellen mittlerweile verlobt sind. Ellen glaubt, dass Belvedere sich gerächt hat, indem er Mrs. Chase Klatsch erzählt hat, und beschließt, ihren Artikel für das Magazin fertigzustellen. Als Bill Ellen warnt, dass sie und Belvedere beide von der Schule verwiesen werden könnten, geraten sie in Streit. Belvedere geht zu Ellens Wohnung, um sie zur Vernunft zu bringen, aber sie hält ihn für Bill und weigert sich, ihn hereinzulassen. Belvedere versucht, über eine Feuerleiter und einen Sims einzudringen, wird jedoch von zwei Polizisten entdeckt, die ihm folgen und ihn in Davys Zimmer versteckt finden. Als Ellen leugnet, ihn zu kennen, wird er von der Polizei verhaftet. Auf der Wache verlangt Belvedere, einen Anruf zu tätigen, und führt ein R-Gespräch mit seinem alten Freund, dem FBI-Chef J. Edgar Hoover. Ellen, Bill, seine Mutter und andere kommen daraufhin ins Gefängnis. Ellen sorgt dafür, dass die Anklage fallengelassen wird und überreicht Belvedere ihren Artikel. 
Bei der jährlichen Abschlussfeier auf dem Campus gratuliert Präsident Keating Belvedere dazu, dass er sein Wort in Bezug auf Publizität und Bekanntheit gehalten hat. Wie erwartet hat Belvedere seinen Abschluss in einem Jahr gemacht und ist Jahrgangsbester. Dekan Gibbs überreicht Belvedere seinen Abschluss und im Gegenzug überreicht Belvedere Gibbs eine Ausgabe der neuesten Ausgabe des Look-Magazins mit Ellens Artikel und einem Titelbild der Präsentation, die Gibbs nur Sekunden zuvor gehalten hat.

## Hintergrund
Gedreht wurde der Film vom 8. November bis zum 23. Dezember 1948.
Aufzeichnungen der Rechtsabteilung der „Arts-Special Collections Library“ der UCLA belegen, dass F. Hugh Herbert, der das Drehbuch zum Vorgängerfilm schrieb, auch ein Drehbuch über Belvedere im College schrieb. Es ist jedoch nicht bekannt, ob er an diesem Film mitwirkte. 
Jean Peters sollte ursprünglich die Rolle der „Ellen Baker“ spielen. Dies war Jessie Royce Landis‘ erster Auftritt in einem Film seit 1930. 
Die Produktion begann Anfang November 1948 an der University of Nevada, Reno. Während einer Sequenz im Studentenwohnheim spielt Clifton Webb ein kurzes Klavierstück, dessen Komposition ihm zugeschrieben wird.
Richard Irvine und Lyle R. Wheeler oblag die künstlerische Leitung. Thomas Little war für das Szenenbild zuständig, Bonnie Cashin für die Kostüme. Verantwortliche Toningenieure waren Roger Heman sr. und E. Clayton Ward. Fred Sersen schuf die Spezialeffekte. Arthur Jacobson arbeitete als Regieassistent.

## Musik
Folgende Songs wurden im Film gespielt:
- Collegiate von Moe Jaffe und Nat Bonx
- Fare-Thee-Well, Dear Alma Mater von Josef Myrow und Mack Gordon, mit neuem Text von Elliott Nugent und Enrico Ricardi

Zudem wurde das von Clifton Webb komponierte Stück Mr. Belvedere und ein Auszug der Mondscheinsonate von Ludwig van Beethoven gespielt.
Earle Hagen leitete das Orchester. Die Orchesterwerke wurden von Edward B. Powell, Herbert W. Spencer, Urban Thielmann und Jack Virgil arrangiert, die Texte von Ken Darby.

## Veröffentlichung
Die Premiere des Films fand am 15. April 1949 in New York statt. In Österreich kam er am 9. März 1951 in die Kinos.

## Kritiken
Bosley Crowther von der The New York Times befand, der Film sei nicht annähernd so rund und bemerkenswert in seinem Humor wie der Vorgänger. Die Missgeschicke des Mr. Belvedere seien von konventioneller Art. Sie seien so ziemlich das, was man immer in einem College-Film sehe, in dem der Neuling schikaniert werde. Die milde Handlung sei ermüdend konstruiert. Aber trotz alledem entwickele sich die Hauptfigur in diesem Film mit bemerkenswerter Klarheit.